# Aechmea angustifolia
Aechmea angustifolia es una especie fanerógama de la familia de Bromeliáceas, originaria de Bolivia y Ecuador.

## Descripción
Son epífitas, que alcanzan un tamaño de 30–95 cm de alto en flor. Hojas 20–70 cm de largo; vainas ovadas a elípticas u obovadas, 3–5.5 (–9) cm de ancho, enteras (espinoso-serradas distalmente), densamente adpreso-lepidotas, pálidas y frecuentemente matizadas de púrpura; láminas liguladas o subliguladas a triangulares, 2–5 cm de ancho, agudas a acuminadas, espinoso-serradas, densamente lepidotas, glabrescentes. Escapo erecto, 25–65 cm de largo, glabro o a veces aracnoide-pubescente, brácteas erectas, las superiores divergentes a patentes y frecuentemente más largas que los entrenudos, las medias e inferiores más cortas que los entrenudos, enteras o espinoso-serradas; inflorescencia 1-pinnado (basalmente 2-pinnado) compuesta, raquis (2–) 5–20 (–28) cm de largo, con 12–26 espigas, brácteas primarias inferiores más largas que las espigas, las superiores muy reducidas, espinoso-serradas (raramente subenteras); espigas con 4–9 flores dísticas, patentes, brácteas florales suborbiculares a ampliamente ovadas, 0.4–0.6 cm de largo, más cortas o ligeramente más largas que el ovario en la antesis, mucho más cortas que el ovario en la fructificación, iguales o más largas que los entrenudos, mucronadas, pubescentes a glabrescentes, flores sésiles; sépalos 5–9 mm de largo, libres o connados de 1 mm de su longitud, asimétricos, mucronados, glabros a esparcidamente pubescentes; pétalos amarillos.

## Cultivares
- Aechmea 'Brimstone'
- Aechmea 'El Morro'
- Aechmea 'Hellfire'
- Aechmea 'La Espriella'
- Aechmea 'Regine de Ligne'

## Taxonomía
Aechmea angustifolia fue descrita por Carl Axel Magnus Lindman y publicado en Nova Genera ac Species Plantarum 2: 43, t. 159. 1838.
Etimología
Ver: Aechmea
angustifolia: epíteto latino que significa "con hojas estrechas".
Sinonimia
- Aechmea andradei Gilmartin
- Aechmea boliviana Rusby
- Aechmea cumingii Baker
- echmea cylindrica Mez
- Aechmea dryanderae Harms
- Aechmea eggersii Mez
- Aechmea inconspicua Harms
- Aechmea leucocarpa André
- Hohenbergia angustifolia (Poepp. & Endl.) Baker
- Hoplophytum angustifolium (Poepp. & Endl.) Beer	[3][4]